# ساحل التيارات الشمالية الموسمية
ساحل التيارات الشمالية الموسمية هي منطقة بيئية بحرية تمتد على طول الساحل الشرقي لأفريقيا، والذي يشمل جزءًا من سواحل الصومال وكينيا بدءًا من جنوب مدينة لامو في كينيا (2°30' جنوبًا) وحتى شمال العاصمة مقديشو في الصومال (2°15' شمالًا). تجاور منطقة ساحل التيارات الشمالية الموسمية المنطقة البيئية الساحلية الصومالية الوسطى من الشمال، والمنطقة البيئية الساحلية المرجانية في شرق أفريقيا من الجنوب.

## أنواع الموائل الرئيسية
تنتشر الشعاب المرجانية الرقعية حول منطقة كيونغا على الساحل الشمالي لكينيا، وعلى طول الساحل الجنوبي للصومال. ويحدّ ارتفاع منسوب المياه الباردة على طول الساحل من نمو الشعاب المرجانية، والتي لا تُعتبر متطورة بقدر تلك الموجودة في ساحل شرق أفريقيا المرجاني جنوبًا. ويضم أرخبيل لامو غابات واسعة من أشجار المانغروف تغطي حوالي 32,000 هكتارًاً، أي ما يقرب من 70% من مساحة أشجار المانغروف الموجودة في كينيا.

## الحيوانات
كانت السلاحف البحرية الخضراء تعشش بالآلاف على طول شواطئ الصومال، غير أن وضعها الحالي لم يعُد معروفًا، على حين تسكن سلاحف منقار الصقر، وسلاحف ريدلي الزيتونية، والسلاحف الجلدية الظهر، والسلاحف البحرية ضخمة الرأس المياه الساحلية، ولكن من غير المعروف ما إذا كانت تعشش في المنطقة أم لا. كما سكنت أبقار البحر مروج الأعشاب البحرية على طول الساحل الصومالي، غير أن وضعها الحالي ليس معروفًا. وتُعد جزر باجوني الواقعة قبالة الساحل الجنوبي للصومال موطنًا لمستعمرات الطيور البحرية.

## الاستخدام البشري
يُعد صيد الكركند الشوكي من أكثر أنواع الصيد ربحًا في كل من الأجزاء الكينية والصومالية من المنطقة، حيث تجوب السفن الأجنبية المياه الصومالية على أعماق تتراوح بين 150 و400 متر بحثًا عن نوعين من الكركند السوطي العميق، وهما كركند بويرولوس سيويلي، وكركند بويرولوس كاريناتوس. يُصدَّر الكركند في الغالب إلى دول الشرق الأوسط. أما أسماك القرش، فتُصطاد من أجل زعانفها، التي تُصدَّر بدورها إلى بلدان آسيا.

## التهديدات
في كينيا، يُؤدي الصيد الجائر واستغلال الأصداف البحرية والشعاب المرجانية وأصداف السلاحف، كتذكارات سياحية، إلى تناقص أعداد الحيوانات البحرية. تتعرض الشعاب المرجانية للتدمير بفعل أنشطة الصيد بالديناميت، وأنشطة تعدين الشعاب المرجانية للحصول على الجير ومواد البناء. كما يُلحق صيد الأسماك بشباك الجر القاعية أضرارًا بأحواض الأعشاب البحرية. افتقرت الصومال لحكومة فعّالة لعقود طويلة أصبح الصيد والأنشطة البحرية الأخرى خلالها غير مُنظّمة، وكانت جهود البحث والرصد خلال هذه العقود غائبة أو محدودة للغاية.

## المناطق المحمية
- محمية كيونغا البحرية الوطنية في كينيا
- محمية بوني الوطنية في كينيا
- منتزه لاغ بادانا الوطني في الصومال